# Балковский (Ставропольский край)
Ба́лковский — посёлок в составе Георгиевского района (городского округа) Ставропольского края Российской Федерации.

## География
На северо-востоке: посёлок Роговой.
Расстояние до краевого центра: 192 км.
Расстояние до районного центра: 51 км.

## Название
Варианты названия
- Первое отд. откормсовхоза Георгиевский[2].

## История
Основан 16 апреля 1961 года
В 1964 году Указом Президиума ВС РСФСР посёлок Первое отделение откормсовхоза «Георгиевский» переименован в Балковский.
До 18 октября 1990 года посёлок входил в Ульяновский сельсовет.
18 октября 1990 года Президиум Ставропольского краевого Совета народных депутатов решил «Образовать в Георгиевском районе Балковский сельсовет с центром в посёлке Балковский, включив в его состав посёлки Балковский и Роговой, выделенные из Ульяновского сельсовета этого же района».
До 2017 года являлся административным центром сельского поселения Балковский сельсовет.

## Население
| 1989 | 2002  | 2010  | 2014  | 2023  |
| ---- | ----- | ----- | ----- | ----- |
| 953  | ↗1085 | ↗1112 | ↘1100 | ↘1000 |

По данным переписи 2002 года, 66 % населения — русские.

## Инфраструктура
- Дом культуры

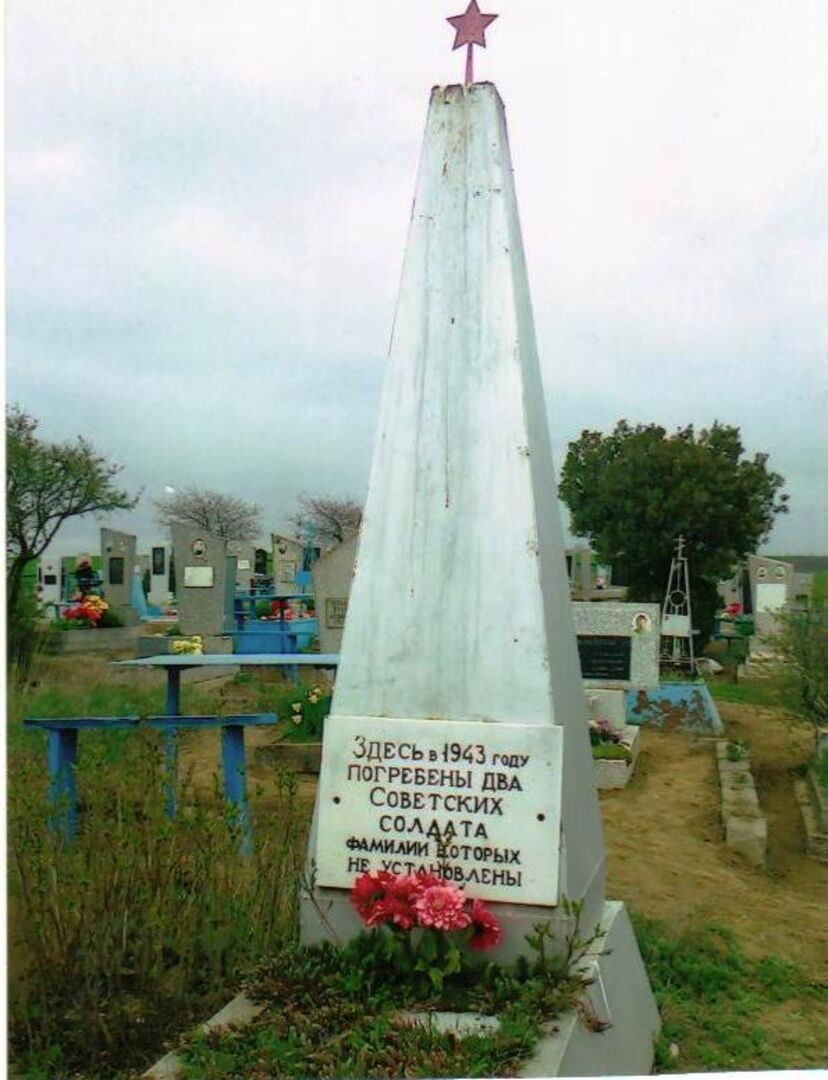

- Централизованное газо- и водоснабжение
- В 1,5 км к северо-западу от посёлка расположено открытое кладбище (площадь участка 15 тыс. м²)[13].

## Образование
- Детский сад № 10 «Огонёк». Открыт не позднее 1975 года как детский сад № 10 «Колокольчик» совхоза Балковского. В 2005 году передан в муниципальную собственность и переименован в «Огонёк»[14]
- Средняя общеобразовательная школа № 28. Открыта не позднее 1994 года
- Совхоз «Балковский» (бывший откормсовхоз «Георгиевский», мясосовхоз «Георгиевский»). Упоминается в 1960-1991 годах[15]

## Памятники
- Братская могила двух советских воинов, погибших в годы Великой Отечественной войны. 1942—1943, 1965 гг.  261610727770005

## Православие
- Храм-часовня святителя Николая Чудотворца[16]